# Dainis Ozols
Dainis Ozols (ur. 11 września 1966 w Smiltene) – łotewski kolarz szosowy, brązowy medalista olimpijski.

## Kariera
Największy sukces w karierze Dainis Ozols osiągnął w 1992 roku, kiedy zdobył brązowy medal w wyścigu ze startu wspólnego podczas igrzysk olimpijskich w Barcelonie. W zawodach tych wyprzedzili go jedynie Włoch Fabio Casartelli oraz Holender Erik Dekker. Był to jedyny medal wywalczony przez Ozolsa na międzynarodowej imprezie tej rangi. Łotysz wziął także udział w igrzyskach olimpijskich w Atlancie w 1996 roku oraz igrzyskach w Sydney w 2000 roku, ale bez sukcesów. Poza tym wygrał między innymi: An Post Rás w 1989 roku, Eurométropole Tour w 1994 roku oraz Małopolski Wyścig Górski w 1997 roku. Nigdy nie zdobył medalu na szosowych mistrzostwach świata. W latach 1997–1998 był zawodnikiem polskiej grupy Mróz, a w 2000 roku Mat Ceresit CCC.